# (134003) Ingridgalinsky
(134003) Ingridgalinsky – planetoida z pasa głównego asteroid okrążająca Słońce w ciągu 5 lat i 183 dni w średniej odległości 3,11 j.a. Została odkryta przez w programie Catalina Sky Survey. Nazwa planetoidy pochodzi od Ingrid Galinsky (ur. 1962), pracującej przy misji OSIRIS-REx. Przed jej nadaniem planetoida nosiła oznaczenie tymczasowe (134003) 2004 VD12.